# 3590 Holst
A 3590 Holst (ideiglenes jelöléssel 1984 CQ) a Naprendszer kisbolygóövében található aszteroida. Edward L. G. Bowell fedezte fel 1984. február 5-én.
Nevét Gustav Holst brit zeneszerzőről (1874–1934) kapta, akinek legismertebb műve: „A bolygók” (The Planets).